# フォー・ルームス
『フォー・ルームス』（Four Rooms）は、1995年のアメリカ映画で、コメデイ・オムニバス作品。大晦日、ロサンゼルスのとあるホテルを舞台に、4つの物語が繰り広げられる。映画全体を通して登場する主人公のベルボーイはティム・ロスが演じた。クエンティン・タランティーノが3人の監督に声をかけて作られた。

## 内容
大晦日の慌ただしいホテルで、新たにベルボーイとなったテッドが様々な騒動に巻き込まれる。

### 第1話「ROOM 321　お客様は魔女」
- 脚本・監督：アリソン・アンダース
- 原題：Honeymoon Suite - "The Missing Ingredient" （直訳：ハネムーンスイート - "失われた材料"）

テッドが案内することになった最初の客は、何故かハネムーン・スイートに泊まるという6人の女性グループであった。実はこのうち5人は魔女であり、40年前にこの部屋で石にされてしまった偉大な魔女ダイアナの呪いを解くために集まったのだった。それぞれが復活の儀式に必要な材料を持ち寄ることになっており、大釜の中に入れていくが、最後の一人イヴァの順番になった担当であった精液を持参できていないことが判明する。儀式のタイムリミットが迫る中、イヴァはテッドを誘惑し、大釜の中でセックスする。儀式は成功し、テッドが去った後、大釜の中からダイアナが現れる。

### 第2話「ROOM 404　間違えられた男」
- 脚本・監督：アレクサンダー・ロックウェル
- 原題：Room 404 - "The Wrong Man"（直訳：ROOM 404 - "間違った男"）

パーティー中の客から氷の注文を受けたテッドだったが、誤って違う部屋に入ってしまう。部屋に入ったとたんテッドは宿泊客のシグフリードから銃を付きつけられる。彼の妻であるアンジェラは椅子に縛り付けられて猿轡をはめられているという異常な状況。テッドはアンジェラの間男に間違われたのだった。テッドは何とか誤解を解こうと必死になる。

### 第3話「ROOM 309　かわいい無法者」
- 脚本・監督：ロバート・ロドリゲス
- 原題：Room 309 - "The Misbehavers"（直訳：ROOM 303 - "不作法者"）

一家揃って大晦日のパーティーに出かけようとしていた4人家族であったが、支度するうちに両親は2人の子供をホテルの部屋に置いて夫婦だけで楽しむという考えに傾く。父親はテッドに500ドル渡し、ベビーシッターを依頼する。テッドは金だけ貰って放置しておけば良いと考えるが、子供たち（姉弟）は悪ガキであり、目を離している間に部屋は壊され、酒やタバコ、さらにはアダルトチャンネルまで流れ出す。テッドが四苦八苦する内に、さらにベッドの中から売春婦の死体を見つけてしまう。両親が帰ってくるまでに事を収めたいテッドであったが、警察への電話中に汚い言葉を使ったことで、姉から注射器で足を刺され、弟が吸っていたタバコの火が酒に引火し、部屋は火事となる。その酷い絵面の中で両親が帰ってくる。

### 第4話「ペントハウス　ハリウッドから来た男」
- 脚本・監督：クエンティン・タランティーノ
- 原題：Penthouse - "The Man from Hollywood"

勤務初日から散々な目にあったテッドは、上司のベティに電話して即辞めることを告げるが、頼み込まれてベティがホテルに到着するまでは、ペントハウスに宿泊する上客である有名監督チェスター・ラッシュの接客をすることになった。ペントハウスでの用事を終わらせさっさと帰ろうとするテッドであったが、ラッシュに引き止められ、彼の巧みな話術と多額の報酬により、これから行われるゲームの執行役になる。それはジッポライターを10回連続で着火させるというものであり、失敗した瞬間に小指を切り落とすというものであった。準備が整い場が盛り上がる中、挑戦者のモーガンが最初の点火をしようとするが失敗し、間髪入れずにテッドは切り落とす。映画のエンドクレジットが入る中、テッドは、すかさず報酬を懐に入れると、室内の騒乱をよそに足取り軽く部屋を後にする。

## キャスト・吹替え版 声の出演
- テッド（ティム・ロス：田代まさし）
- 第1話
  - 魔女アシーナ（ヴァレリア・ゴリノ：富沢美智恵）
  - 魔女エルスペス（マドンナ：深見梨加）
  - 魔女ジゼベル（サミ・デイヴィス：久川綾）
  - 魔女ライブン（リリ・テイラー：篠原恵美）
  - 魔女イヴァ（アイオン・スカイ：三石琴乃）
  - キヴァ（アリシア・ウィット：田中加奈子）
  - 魔女ダイアナ（アマンダ・デ・カディネット）
- 第2話
  - シグフリード（デヴィッド・ブローヴァル：野沢那智）
  - アンジェラ（ジェニファー・ビールス：榊原良子）
- 第3話
  - 男（アントニオ・バンデラス：大塚明夫）
  - 妻（タムリン・トミタ：佐々木優子）
  - 娘サラ（ラナ・マキシック：坂本千夏）
  - 息子ファンチョ（ダニー・ヴェルデュスコ：野沢雅子）
  - TVダンサー（サルマ・ハエック）
  - 死体（パトリシア・ボンヌ）
- ベティの家
  - ベティ（キャシー・グリフィン：高乃麗）
  - マーガレット（マリサ・トメイ：木藤聡子）
- 第4話
  - チェスター・ラッシュ（クエンティン・タランティーノ：広川太一郎）
  - ノーマン（ポール・カルデロン：羽佐間道夫）
  - レオ（ブルース・ウィリス：樋浦勉）
  - アンジェラ（ジェニファー・ビールス）